# Апостольська адміністратура
Апосто́льська адміністрату́ра (лат. apostolica administratio; ісп. administración apostólica; італ. amministrazione apostolica; порт. administração apostólica; нім. Apostolische Administratur; пол. administratura apostolska) — адміністративно-територіальна одиниця Римо-католицької церкви, прирівняна до дієцезії. Апостольські адміністратури встановлюється в тих випадках, коли з яких-небудь серйозних причин повноцінна дієцезія не може бути заснована (Кодекс канонічного права, глава 371 § 2). Серед можливих причин можуть фігурувати невизначеність меж дієцезії в зв'язку з територіальними претензіями держав одна до одної, складності у відносинах між церквою і державою та інші.

## Список
Нині[коли?] в Католицькій Церкві існують 9 апостольських адміністратур, з них 7 — латинського обряду, 1 — візантійського та 1 — персональна адміністратура:
- Апостольська адміністратура Атирау (Казахстан)
- Апостольська адміністратура Кавказу (Грузія та Вірменія)
- Апостольська адміністратура Естонії
- Апостольська адміністратура Киргизії
- Апостольська адміністратура Призрен (Косово)
- Апостольська адміністратура Узбекистану (Узбекистан)
- Апостольська адміністратура Харбіна (Китай)
- Апостольська адміністратура Південної Албанії — адміністратура візантійського обряду, що належить до Албанської католицької церкви
- Персональна апостольська адміністратура св. Жана Марі Віаннея — адміністратура без територіальних кордонів, сформована папою Йоаном Павлом II в 2002 році для групи бразильських традиціоналістів, що перебували в Священицькому братстві св. Пія Х і відновили спілкування з Святим Престолом.

- Апостольська адміністрація Лемківщини

## Джерело
- Шематизм греко-католицького духовенства Апостольської Адміністрації Лемківщини. Львів, 1936.
- Католическая энциклопедия. Т.1. Издательство францисканцев. М, 2002